# Спас Попниколов
Спас Владимиров Попниколов е български политик, министър на регионалното развитие и благоустройството в служебното правителство на Огнян Герджиков.

## Биография
Роден е през 1969 г. Завършва УАСГ през 1997 със специалност „Строителен инженер по Транспортно строителство“. От 1993 до 2003 г. ръководи строителни обекти в частния сектор. Между 2003 и 2007 г. работи като държавен експерт в Дирекция „Благоустройство, инженерна инфраструктура и ландшафт“ към Министерството на регионалното развитие и благоустройството. През 2008 г. учредява инженерно-консултантска фирма, която ръководи до 2017 г.
На 27.01.2017 г. в 12.30 часа, в зала „Пресцентър“ на Министерството на Регионалното Развитие и Благоустройството Спас Попниколов встъпва в длъжност като служебен Министър на Регионалното Развитие и Благоустройството. Поста му е предаден от действащия до този момент министър Лиляна Павлова. Спас Попниколов заема поста на министър в продължение на 5 месеца по време на служебното правителство на Огнян Герджиков.
На 4 май 2017 Спас Попниколов предава поста на Министър на Регионалното развитие и благоустройството на Николай Нанков.